# Central (stacja MTR)
Central – stacja MTR zlokalizowana w środkowej części wyspy Hongkong. Na większości platform stacja jest wykończona czerwoną cegłą, poza platformami na linii Tsuen Wan, gdzie jest wykończona ciemno brązową. Stacja jest południową stacją końcową na linii Tsuen Wan. Jest stacją przesiadkową z Island Line. Poprzez stację Hong Kong łączy się z liniami Tung Chung oraz Airport Express.
Początkowo stacja powstała pod nazwą Chater Station. Stacja Central znalazła się w Hong Kong Mass Transport Study, systemie zaplanowanym we wrześniu 1967 roku. Wspólnie ze stacją Western Market miała pełnić funkcję stacji przesiadkowej pomiędzy liniami Kwun Tong oraz Island. Jednakże w 1967 roku stacja Central została zastąpiona przez dwie odrębne stacje, ale nadal połączone ze sobą – Chater (chiń. 遮打站) oraz Peddar (chiń. 必打站). Pierwsza miała wchodzić w skład obecnej Tsuen Wan Line a druga Island Line.
Jednym z komponentów programu skupionego wokół nowo powstałego lotniska w Hongkongu było stworzenie połączania kolejowego z centrum miasta. Aby połączyć stację Central z pobliską stacją Hong Kong, która była południową stacją początkową linii Airport Express, wybudowano przejście podziemne pod ulicą Connaught.
Stacja posiada 4 platformy na trzech poziomach. Platformy 1 i 2 znajdują się na jednym poziomie i są połączone, obsługują one linię Tsuen Wan. Platforma 3 znajduje się na najwyższym poziomie stacji, zaś platforma 4 na najniższym. Platformy 3 i 4 pełnią funkcję peronów bocznych. Pomiędzy wszystkimi poziomami wybudowane zostały liczne windy, które pozwalają na sprawne i szybkie przesiadki między liniami. Pociągi na stacji Central kursują w godzinach od około 6 rano do około 1 w nocy.

## Połączenia transportowe
Stacja jest jednym z głównych punktów przesiadkowych w Hongkongu. W okolicach stacji Central (oraz stacji Hong Kong) znajduje się bardzo dużo różnych opcji transportu miejskiego, takich jak tramwaje, autobusy, przystanie, minibusy i wiele innych.